# Municipio Palavecino
Palavecino es uno de los 9 municipios pertenecientes al Estado Lara. Su capital es Cabudare. Posee 3 parroquias: una de nombre homónimo, José Gregorio Bastidas y Agua Viva. Se ubica al este del Estado, entre los 10°5′27″ y 9°54′8″ de latitud norte y 69°37′4″ y 69°16′41″ de longitud oeste. Forma parte del Área Metropolitana de Barquisimeto.

## Historia
El municipio fue nombrado en honor a Cristóbal Palavecino, quien nació en Cabudare y falleció heroicamente en el asalto al pueblo de Casanare a principios de febrero de 1817. Fue un militar y destacado miembro del procerato larense, con una participación significativa en la gesta libertaria de Venezuela. Reconocido por su audaz carácter guerrillero, demostró un arrojo temerario en el campo de batalla.
Con un ejército formado en Los Rastrojos, se unió al Libertador el 10 de noviembre de 1813, integrando el cuerpo de caballería con el que entró primero a Barquisimeto. La plaza estaba ocupada por Cedeño, quien, ante la ofensiva republicana, organizó la defensa y logró hacer retroceder a las fuerzas patriotas. La superioridad estratégica del ejército realista representaba una amenaza considerable, acosando a Bolívar con inteligencia táctica.
Palavecino, conocedor del entorno natural, facilitó la huida del Libertador por la cuesta del río Turbio, acción que resultó crucial para salvarle la vida.

## Geografía

### Límites
- Al norte: el municipio Iribarren, perteneciente al estado Lara.
- Al sur: el municipio Simón Planas, perteneciente al estado Lara.
- Al este: el estado Yaracuy.
- Al oeste: el municipio Iribarren, perteneciente al estado Lara.

### Organización parroquial
| Parroquia              | Población    |
| ---------------------- | ------------ |
| Agua Viva              | 19.213 hab.  |
| Cabudare               | 102.665 hab. |
| José Gregorio Bastidas | 84.210 hab.  |
| Municipio Palavecino   | 206.088 hab. |

## Símbolos

### Escudo

Escudo del municipio

- Composición heráldica: en la parte superior resalta una estrella que significa la eterna emancipación venezolana, lograda en los campos de batalla. En la parte superior aparece una franja ondulante con el nombre de Palavecino.

- Parte superior: se observa el árbol emblemático de los palavecinences «La Ceiba» (o Jabillo), junto al Puente «San Nicolas», construido en la segunda mitad del siglo XIX.

- Flanco izquierdo: identifica el Trapiche, unidad de producción dedicada a la explotación y procesamiento de la caña de azúcar, como principal rubro económico local.

- Flanco derecho: silueta del negro Miguel, que en 1553 lideró en la Real Mina de Buría un alzamiento contra la operación española.

- Parte inferior: se observa la montaña de Terepaima, sitio donde habitaron los Achaguas, primeros pobladores de esta comarca; el Caudal de agua se refiere a los numerosos nacientes de corrientes naturales.

- A los lados: Armas: reiteran el patriotismo de los hijos palavecinenses; hoja de Acanto o Espino: expresa la creatividad artística de los hombres de Palavecino y; Cuerno de la abundancia: expresa abundancia económica fundamentalmente agrícola que identificó el Municipio.

### Bandera

Bandera de Palavecino

Creada por el Sargento Técnico Oswaldo E. Lozano y presentado a los palavecinenses el 27 de enero de 2004. Su diseño incorpora tres franjas con significados simbólicos relacionados con la historia y geografía de la región.
La franja verde, ubicada a la izquierda cerca del asta, representa la esperanza del pueblo palavecinense. Su significado se vincula con 'Kabudari', nombre anterior de Cabudare, que se traduce como árbol grande. Simboliza el verdor del Quisuiri, actualmente el Parque nacional Terepaima, y la fertilidad del Valle del Turbio. Asimismo, evoca la histórica ceiba que brindó cobijo a Simón Bolívar y sus tropas el 10 de noviembre de 1813.
La franja azul, de menor anchura que la verde, alude a los numerosos manantiales y nacientes de agua que emergen en el Parque nacional Terepaima y atraviesan el territorio del municipio. Además, el azul se asocia con los altos ideales, la justicia y la perseverancia.
La franja morada, la más amplia de las tres, exhibe en su centro el escudo de armas del Municipio Palavecino. Representa la autoridad, la dignidad y la majestad de la jerarquía municipal. Su color remite al pendón morado de Castilla, símbolo del primer ceremonial municipal realizado en suelo venezolano, así como a la herencia española del Cabildo como estructura de gobierno local.

### Himno
La Letra le pertenece al profesor, Juan José López y fue entonado ante los palavecinenses el 27 de enero de 2004. El Himno esta Estructurado en cuatro estrofas y un verso que resaltan los valores del Municipio Palavecino y contribuye a su identidad. La Música le pertenece al Profesor Ricardo Reyes. El Arreglo coral al Profesor Gregory Ortiz y deberá ser interpretado en los actos protocolares correspondientes.
| Coro Con honrosa moral que nos dio en gloriosas jornadas heroicas a esta tierra de luces pletóricas el ejército libertador. I A Bastidas y Palavecino junto a Planas la historia premió dando ejemplo a mi pueblo y destino de laureles progreso y sudor. II Hijos nobles que a su gentilicio hidalguía y orgullo le dan esta cuna bendita Dios quiso que alumbrara a Juárez y Amengual. III Del Ajagua la estirpe se erige Kabudari su nombre te dio fue el jabillo testigo y esfinge que a Bolívar un día cobijó. IV Tierra noble gloriosa y fecunda valle hermoso del cañamelar Terepaima el coloso circunda da su verde esperanza a mi lar. |

## Cultura

### El Tamunangue
El Tamunangue es una expresión cultural tradicional, especialmente arraigada en localidades como El Tocuyo, Curarigua y poblaciones cercanas. Esta manifestación está estrechamente vinculada a la celebración de las festividades de San Antonio de Padua, conmemoradas el 13 de junio. Aunque originalmente pertenecía a estas regiones, su importancia ha llevado a la formación de conjuntos organizados que interpretan el Tamunangue tanto en Venezuela como en el extranjero.
El día de San Antonio, los cantores se incorporan con sus instrumentos—cuatro, cincos, maracas, tambores y palos—para dar inicio a la festividad. Antes de la fecha señalada, todo está preparado para el canto de 'Los Negros', atrayendo a miles de personas y devotos que acuden con el propósito de pagar promesas. Dentro de las piezas interpretadas, el son 'La Bella' es uno de los más escogidos debido a su facilidad para el baile.
Las celebraciones incluyen una solemne misa, seguida por una procesión que recorre las principales calles al ritmo de ‹La Batalla›. Durante todo el día, cantores, bailadores y asistentes visitan hogares donde se han ofrecido promesas a San Antonio, ejecutando cantos y danzas. Antes de la última interpretación, se entona 'El Galerón', una danza que demanda gran resistencia y agilidad para lograr sus complejas figuras.
Además de la festividad principal, en el estado Lara es común celebrar el velorio de San Antonio en cualquier fecha, como parte de una promesa. La jornada culmina al amanecer del día siguiente con la interpretación del Tamunangue, que comienza y finaliza con la salve. En estos encuentros no puede faltar la imagen del santo, acompañada de incienso, velas, arcos de palma y flores.

## Política y gobierno

### Alcaldes
| Período     | Alcalde                  | Partido político / Alianza | % de votos | Notas |
| ----------- | ------------------------ | -------------------------- | ---------- | --- |
| 1989 - 1992 | Carlos F. Segura         |                            | 46,05      | Primer alcalde bajo elecciones directas |
| 1992 - 1995 | Carlos F. Segura         |                            | 25,93      | Reelecto |
| 1995 - 2000 | Freddy Pérez             |                            | -          | Segundo alcalde bajo elecciones diretas (se realizaron elecciones generales adelantadas en el 2000 debido a la aprobación de la Constitución de 1999) |
| 2000 - 2004 | Diego Rivero             |                            | 43,19      | Tercer alcalde bajo elecciones directas |
| 2004 - 2008 | Aura Contreras de Rivero |                            | 31,94      | Cuarta alcaldesa bajo elecciones directas |
| 2008 - 2013 | Richard Coroba           |                            | 54,29      | Quinto alcalde bajo elecciones directas (se postergan 1 año las elecciones municipales pautadas para finales del 2012)                                |
| 2013 - 2017 | José Barreras            |                            | 65,26      | Sexto alcalde bajo elecciones directas |
| 2017 - 2021 | Mirna Vies               |                            | 64,85      | Séptima alcaldesa bajo elecciones directas |
| 2021 - 2025 | Derby Guedez             |                            | 42,05      | Octavo alcalde bajo elecciones directas |

### Concejo municipal
Período 1989 - 1992
| Concejales:             | Partido político / Alianza |
| ----------------------- | -------------------------- |
| Luis Lozada Castillo    | AD                         |
| Oscar Durante Camargo   | AD                         |
| Victor Hernández Ayala  | AD                         |
| Candido Rangel Mendoza  | AD                         |
| Antonio Palacios Coroba | COPEI                      |
| Ramón Adelis Ortiz      | COPEI                      |
| Naudy Salguero          | COPEI                      |
| Angel Muñóz             | MAS                        |
| Alfredo Rivas Jurado    | MAS                        |

Período 1992 - 1995
| Concejales:            | Partido político / Alianza |
| ---------------------- | -------------------------- |
| Julio Colmenares       | AD                         |
| Candido Rangel Mendoza | AD                         |
| Elsy Lara              | AD                         |
| Naudy Salguero         | COPEI                      |
| Oscar Jiménez          | COPEI                      |
| Luis del Villar        | COPEI                      |
| Leonel Martínez        | MAS                        |
| Alfredo Rivas Jurado   | MAS                        |
| Diego Latiegue         | F.V.I                      |

Periodo 1995 - 2000
| Concejales:          | Partido político / Alianza |
| -------------------- | -------------------------- |
| Juan Castañeda       | AD                         |
| José Manuel Guzmán   | AD                         |
| Manuel Mendoza       | AD                         |
| Pompilio Rivero      | COPEI                      |
| Victor Barrios       | COPEI                      |
| Oscar Gonzalez       | COPEI                      |
| Franklin Ramírez     | CONVERGENCIA               |
| José Gregorio Valles | CONVERGENCIA               |
| German Corona        | MAS                        |

Período 2000 - 2005
| Concejales         | Partido político / Alianza |
| ------------------ | -------------------------- |
| Frederick Silva    | MVR                        |
| Jose Daza          | MVR                        |
| Tomas Castillo     | MVR                        |
| Nelson Peroza      | MVR                        |
| Inocencio Galíndez | MVR                        |
| Luis Silva         | MVR                        |
| Angel Muñóz        | MAS                        |
| Tomas Ramírez      | AD                         |
| Leonaldo Castañeda | AHORAPAL                   |

Período 2005 - 2013
| Concejales        | Partido político / Alianza |
| ----------------- | -------------------------- |
| Angel Contreras   | MVR                        |
| Hugo Herrera      | MVR                        |
| Danny Díaz        | MVR                        |
| Domingo Alvarez   | MVR                        |
| Rocio Suárez      | MVR                        |
| Nelson Reyes      | MVR                        |
| Ramona de Reyes   | MVR                        |
| Ernesto Sepúlveda | MVR                        |
| Angel Muñoz       | PODEMOS                    |

Período 2013 - 2018
| Concejales             | Partido político / Alianza |
| ---------------------- | -------------------------- |
| Emily Evíes            | MUD                        |
| Freddy Carrera         | MUD                        |
| Freddy Pérez           | MUD                        |
| Crismary Álvarez       | MUD                        |
| Daniel Orellana        | MUD                        |
| Leonardo Castañeda     | MUD                        |
| Rafael Rodriguez Parra | MUD                        |
| Oscar Requez           | MUD                        |
| Ricardo Rojas          | MUD                        |

Período 2018 - 2021
| Concejales        | Partido político / Alianza |
| ----------------- | -------------------------- |
| Ana Leal          | PSUV                       |
| Cesar Linares     | PSUV                       |
| Edderick Escalona | PSUV                       |
| Marian Herrera    | PSUV                       |
| Annia Quiñónes    | PSUV                       |
| Freddy Espinoza   | PSUV                       |
| Heriberto Yepez   | PSUV                       |
| José Rivero       | PSUV                       |
| Micaela Zavarce   | PSUV                       |

Período 2021 - 2025
| Concejales         | Partido político / Alianza |
| ------------------ | -------------------------- |
| José Timaure       | PSUV                       |
| Maricela Ortíz     | PSUV                       |
| Edderick Escalona  | PSUV                       |
| Raul Castillo      | PSUV                       |
| Cesar Linares      | PSUV                       |
| Ana Vasquez        | PSUV                       |
| Annia Quiñónez     | PSUV                       |
| Francisco Castillo | AP                         |
| Liliana Yepez      | AP                         |